# Aaja Chemnitz Larsen
Aaja Chemnitz Larsen (danès: Aaja Chemnitz Driefer)  (Nuuk, 2 de desembre de 1977) és una política groenlandesa, membre del Parlament de Dinamarca (Folketing) pel partit Inuit Ataqatigiit que dona suport a la independència de Groenlàndia.

## Trajectòria
Aaja Chemnitz Larsen va estudiar economia empresarial i auditoria a la Universitat de Groenlàndia i té un títol en direcció executiva per l'INSEAD. Durant el període 2009-2012 va ser directora del Departament de Benestar Social al municipi de Sermersooq. Fins al 2009 va ser empleada com a experta de les Nacions Unides a la ciutat de Nova York al Departament d'Afers Socials i Econòmics, on va treballar a favor dels drets dels pobles indígenes.
Larsen va ser elegida membre del Parlament de Groenlàndia (Inatsisartut) a les eleccions generals groenlandeses de 2014, però va decidir no tornar a presentar-se a les següents eleccions el 2018 després d'haver estat escollida al Folketing a les eleccions legislatives daneses de 2015. Va ser reelegida al Folketing el 2019. El 2019, Larsen va presentar un pla centrat en la prevenció de l'abús sexual infantil, un problema creixent a Groenlàndia. El pla es va aprovar i Dinamarca va acceptar aportar 80 milions de corones daneses i Groenlàndia 20 milions per al seu finançament.